# Piekary Śląskie
Piekary Śląskie [pʲɛˈkarɨ ˈɕlɔ̃scɛ] (deutsch Deutsch Piekar) ist eine zentral in der Woiwodschaft Schlesien in Polen gelegene Stadt. Die Stadt bildet einen Stadtkreis, in dem rund 56.000 Menschen leben. Die Bergbaustadt entstand durch den Zusammenschluss der Ortschaften Piekary Wielkie und Szarlej im Jahre 1934. Der neugebildete Ort erhielt 1939 Stadtrechte. Piekary Śląskie ist ein bekannter Marienwallfahrtsort.

## Lage
Piekary Śląskie liegt am Ostrand Schlesiens, im Norden der Oberschlesischen Platte und des Oberschlesischen Industriegebiets 5,5 km nördlich von Bytom (Beuthen), etwa 14 km südöstlich  von Tarnowskie Góry (Tarnowitz) und ist von der Woiwodschaftshauptstadt Kattowitz rund 16 km entfernt. Die Stadt nimmt eine Fläche von 39,7 km² auf einer Höhe von 200 bis 300 m ein. An Bodenformationen finden sich Steinkohleformationen, Schwerspat, Buntsandstein und Muschelkalk. Durch die Stadt und ihr Umland fließt die Brynica (Brinitz). Die höchste Erhebung der Stadt ist der Befreiungshügel (Kopiec Wyzwolenia) mit 356 m, der jedoch in den dreißiger Jahren künstlich aufgeschüttet wurde. Der Weinberg (Winna Góra) ist mit 350 m die höchste natürliche Erhebung. Im Tal der Brynica liegt der tiefste Punkt der Stadt (216 m). Nördlich der Stadt im Stadtteil Kozłowa Góra befindet sich das Staubecken Kozłowa Góra.

## Stadtgliederung
Piekary Śląskie gliedert sich seit 1975 in sieben Stadtteile:
- Centrum (Zentrum)
- Brzeziny Śląskie (Birkenhain)
- Brzozowice (Brzezowitz)
- Dąbrówka Wielka (Groß Dombrowka)
- Kamień (Kamin)
- Kozłowa Góra (Ziegenberg)
- Szarlej (Scharley)

## Geschichte

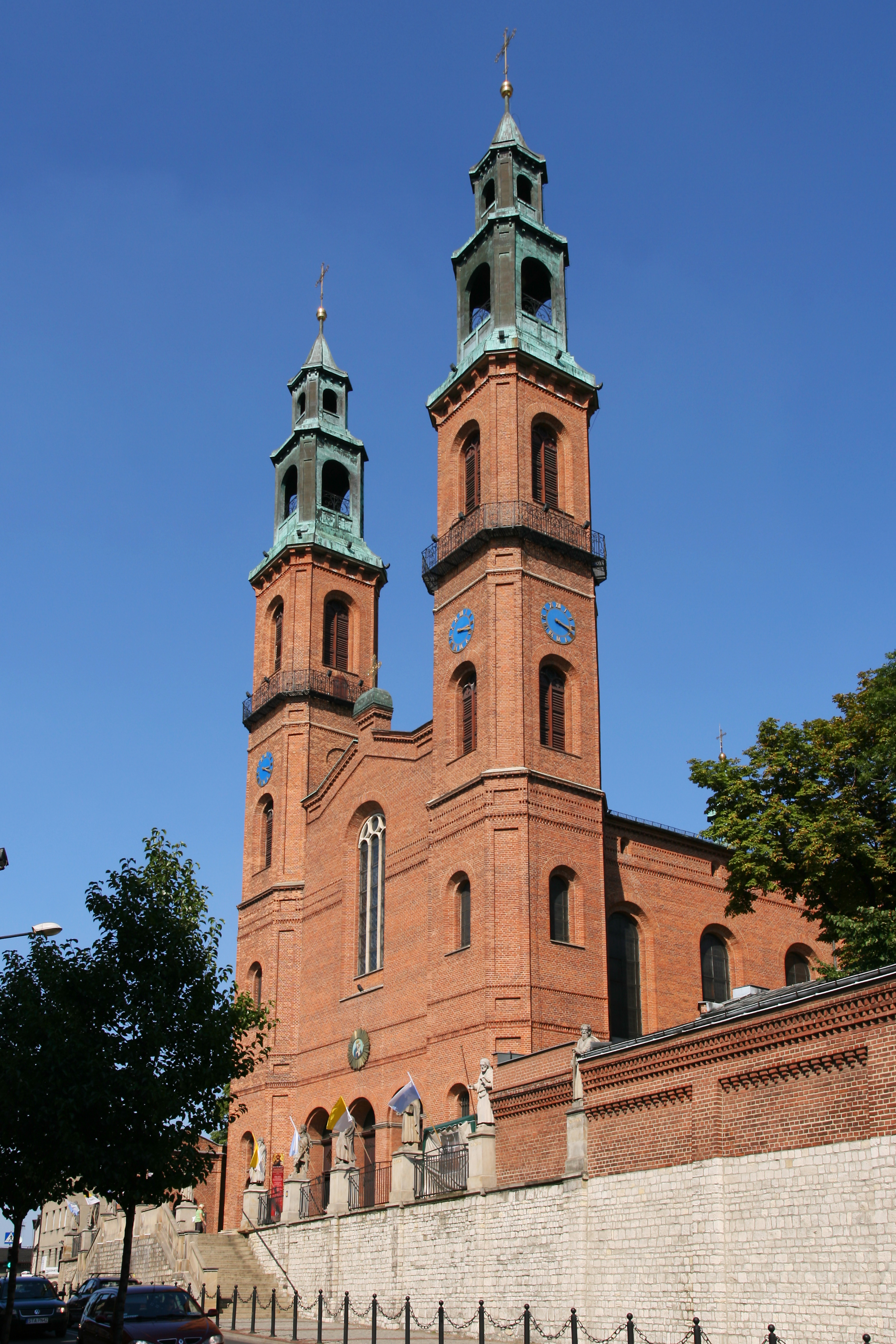
Die Wallfahrtsbasilika

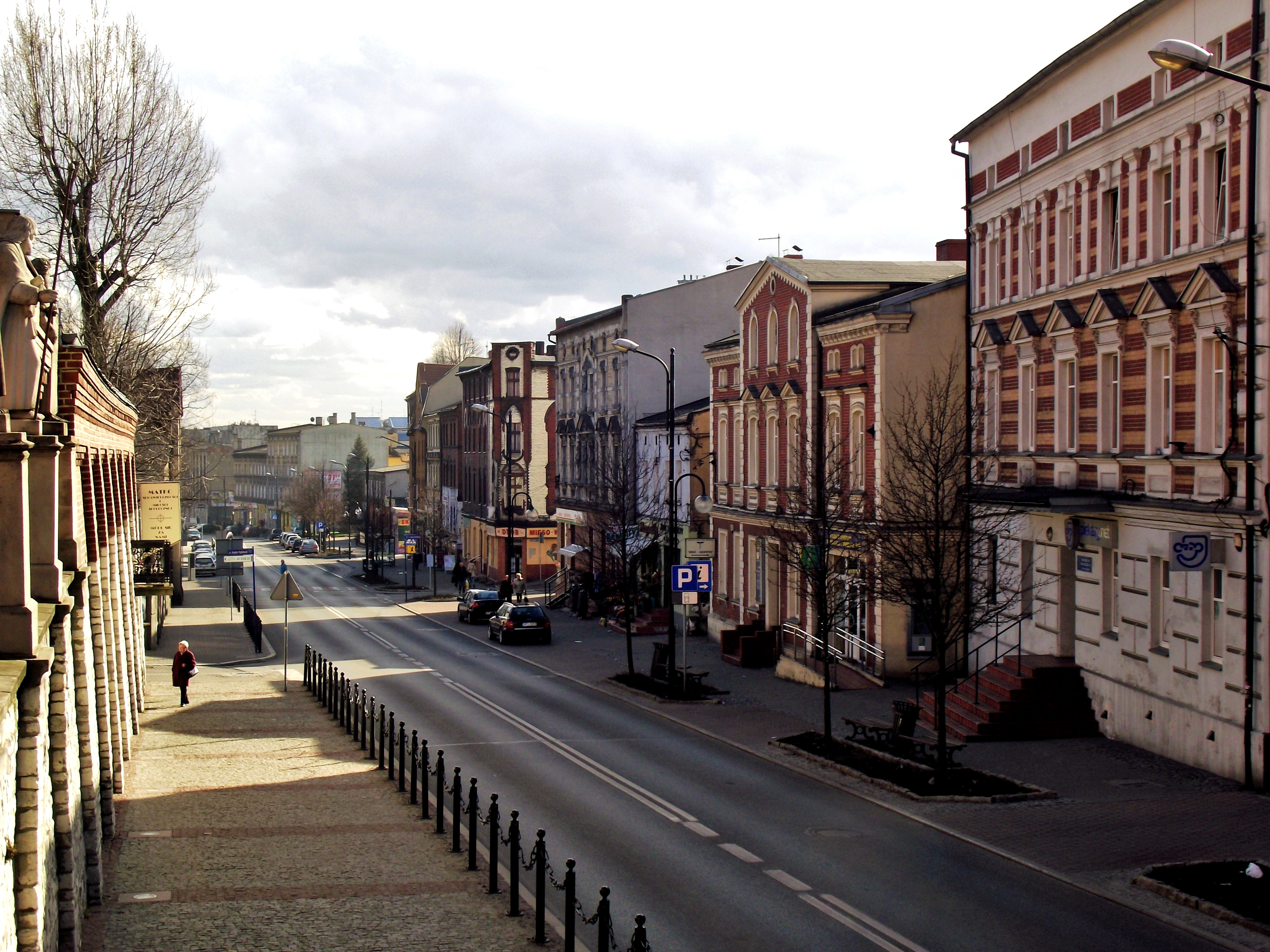
Bytomska-Straße, die Hauptstraße der Stadt

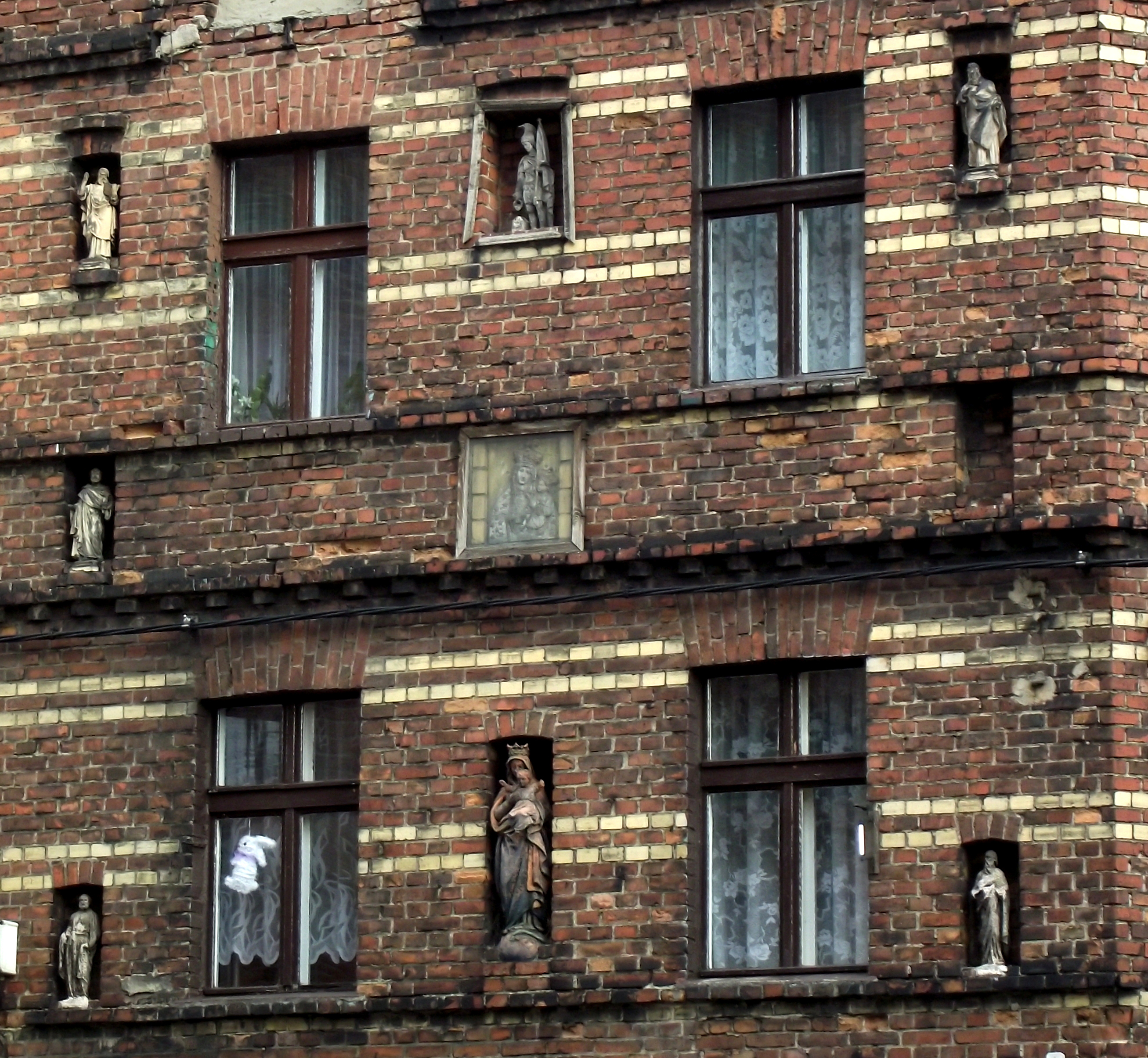
Die Fassade des Hauses Jana-Ficka-Str. 3 mit Marienfigürchen

Im 12. Jahrhundert wurde Piekary Śląskie erstmals erwähnt. Von 1303 bis 1318 wurde die erste Kirche errichtet und eine eigene Pfarrei gegründet. Seit ihrer Gründung befand sich die Siedlung im Herrschaftsgebiet der Schlesischen Piasten und war ursprünglich eine polnische Dienstsiedlung von Bäckern der Kastellanei Beuthen. Während der Hochmittelalterlichen Ostsiedlung wurde Piekar 1369 mit dem Zusatz Deutsch versehen (Dewsche Bechker). Im 15. Jahrhundert konnte sich der Ort dank dem Abbau von Silber und Blei schnell entwickeln. Der Bleierzabbau musste aber schon im 14. Jahrhundert aufgegeben werden.
Im Jahre 1683 weilte hier König Johann III. Sobieski auf dem Weg zum Entsatz Wiens in der Zweiten Wiener Türkenbelagerung. Nach fast 60 Jahren gab es wieder königlichen Besuch. Diesmal hielt sich Johanns Nachfolger August II. (Polen), damals noch als Friedrich August I. Kurfürst von Sachsen, 1697 in Deutsch Piekar auf. In der örtlichen Kirche bekannte er sich in Gegenwart polnischer Abgesandter zum katholischen Glauben, bevor er sich auf dem Wawel in Krakau zum König krönen ließ. Hier legte er seinen Eid auf die Pacta conventa (Polen-Litauen) ab. Im folgenden Jahrhundert wurde Deutsch Piekar germanisiert.
Seit dem 18. Jahrhundert ist Deutsch Piekar Industriestadt. Im Jahre 1804 entstand die Scharley-Grube; doch bereits 1704 hatte sich Georg Giesche für den späteren Konzern Georg von Giesches Erben das Recht gesichert, in der Umgebung Galmei abzubauen, das für die Zinkgewinnung benötigt wurde. Diese Grube war noch bis zur Mitte des Jahrhunderts die wichtigste in der Region. Seit 1840 gab es in der Stadt eine Druckerei. 1842 wurde mit dem Bau der neuen Kirche im romanischen Stil begonnen. Später wurde ein Kalvarienberg errichtet.
Teile der Bevölkerung waren 1919–1921 an den Aufständen in Oberschlesien beteiligt. Deutsch Piekar wurde nach der Volksabstimmung in Oberschlesien, bei der in Deutsch Piekar 86,6 % der Stimmen für Polen abgegeben wurden, 1922 an Polen abgetreten und in Piekary Wielkie umbenannt. Die Stadt, die vorher dem Landkreis Beuthen angehört hatte, wurde dem Kreis Świętochłowice (Schwientochlowitz) zugeteilt. 1934 entstand die jetzige Stadt durch den Zusammenschluss der Gemeinden Piekary Wielkie und Scharley, ein Jahr später wurde die neue Gemeinde Piekary Wielkie in Piekary Śląskie umbenannt. 1939 wurde der Ort vom Schlesischen Parlament zur Stadt erhoben. Dies konnte jedoch aufgrund des Überfalls auf Polen nicht realisiert werden, so dass die Stadtrechte erst 1947 verliehen wurden. Während der Deutschen Besetzung Polens 1939–1945 hieß die Gemeinde Scharley-Deutsch Piekar; sie gehörte zum Landkreis Beuthen-Tarnowitz.
Nach dem Krieg wurde die Industrie weiter ausgebaut und 1954 die Steinkohlengrube Julian errichtet. Später wurden noch die alten Blei- und Zinkhütten ausgebaut, und auch der Maschinenbau wurde zu einem wichtigen Wirtschaftszweig. Die Stadt gehörte bis zur Gebietsreform 1999 zur damaligen Woiwodschaft Katowice, Kreis Tarnowitz (Tarnowskie Góry) und danach zur neugebildeten Woiwodschaft Schlesien. Seitdem ist Piekary Śląskie kreisfreie Stadt. Das größte Problem der Stadt ist heute die hohe Arbeitslosigkeit, die vor allem auf die Schließung zahlreicher Industriebetriebe und Bergwerke zurückzuführen ist. 2003 waren 12.117 Menschen ohne Arbeit, was einer Quote von 23,1 % entspricht. Die Arbeitslosigkeit lag somit höher als der damalige Schnitt in der Woiwodschaft mit rund 16 %.

## Einwohnerentwicklung
Einwohnerzahl in Piekary Śląskie nach dem jeweiligen Gebietsstand:
| Jahr | Einwohner |
| ---- | --------- |
| 1885 | 4.526     |
| 1905 | 8.094     |
| 1910 | 9.344²    |
| 1941 | 24.514    |
| 1970 | 36.392    |
| 1983 | 66.800    |
| 1995 | 66.984    |
| 2000 | 61.347    |
| 2005 | 59.675    |

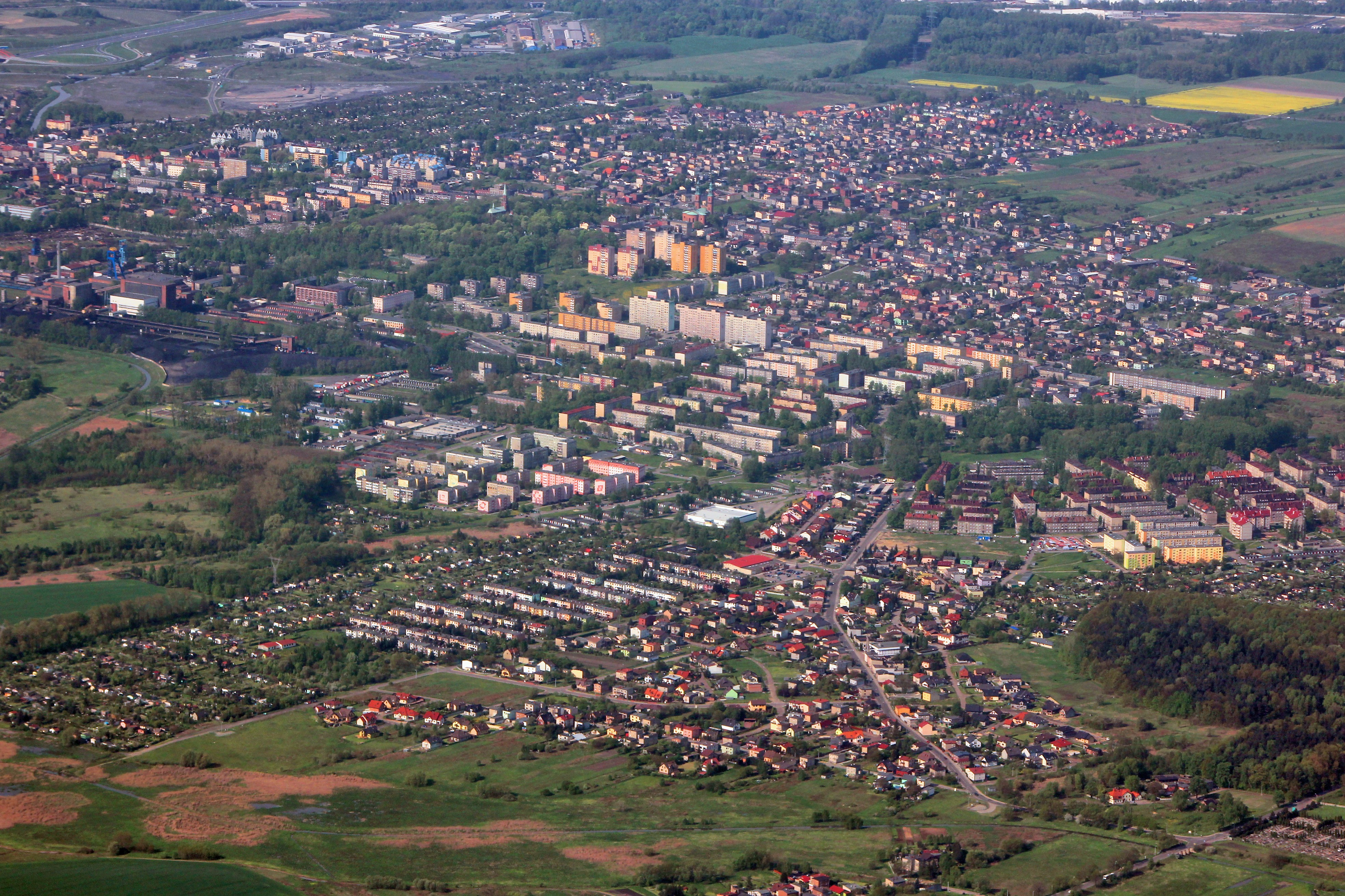
Luftbild der Stadt (2013)

¹ Kolonie Scharley: 5.610 Einwohner (1885); 9.845 (1905); 11.009 (1910)

² Gutsbezirk Dt. Piekar: 392

## Verkehr
Der ehemalige Haltepunkt Piekary Śląskie, südlich der Stadt gelegen, liegt an der nicht mehr im Personenverkehr betriebenen Bahnstrecke Chorzów–Radzionków, an der auch der Güterbahnhof Piekary Śląskie Szarlej liegt. Es besteht Anschluss zur Oberschlesischen Straßenbahn.

## Sehenswürdigkeiten

### Wallfahrtskirche
Die Wallfahrtskirche in Piekary Śląskie hat den Rang einer Basilica minor und ist neben Maria dem heiligen Bartholomäus geweiht.
Schon in der alten, 1318 geweihten Kirche befand sich das Bild der wundertätigen Muttergottes von Piekar (1500–1510). Während des Nordischen Kriegs wurde das Bild nach Oppeln gebracht, wo es noch heute zu finden ist. Das jetzige Bild in Piekary Śląskie ist eine kleinere Kopie aus dem 17. Jahrhundert. Seit dieser Zeit und der Übernahme der Kirche durch die Jesuiten war das Bild Ziel zahlreicher Wallfahrten. Sie nahmen ihren Ausgang 1676 mit dem Ausbruch einer Epidemie im nahe gelegenen Tarnowitz. Der Legende nach wurde die Stadt errettet, nachdem die Bewohner gelobt hatten, jedes Jahr zur Muttergottes in Deutsch Piekar zu wallen.
1842 wurde unter Pfarrer Johann Alois Fietzek mit dem Bau einer neuen Kirche begonnen. Die alte Holzkirche musste dem neuromanischen Steinbau von Daniel Grötschel weichen, der 1849 fertiggestellt und in der Folge um Seitenschiffe ergänzt und reich ausgemalt wurde. Das Gnadenbild wurde nach 1862 in einem neoklassizistischen Hauptaltar in der Apsis untergebracht. In der Zwischenkriegszeit wurden Wallfahrten mit bis zu 150.000 Teilnehmern veranstaltet, und auch heute ist Piekary Śląskie ein geistliches Zentrum Oberschlesiens und nach Tschenstochau der wichtigste Marienwallfahrtsort Polens. Die Muttergottes von Piekary Śląskie ist Patronin der Arbeiter in Oberschlesien.

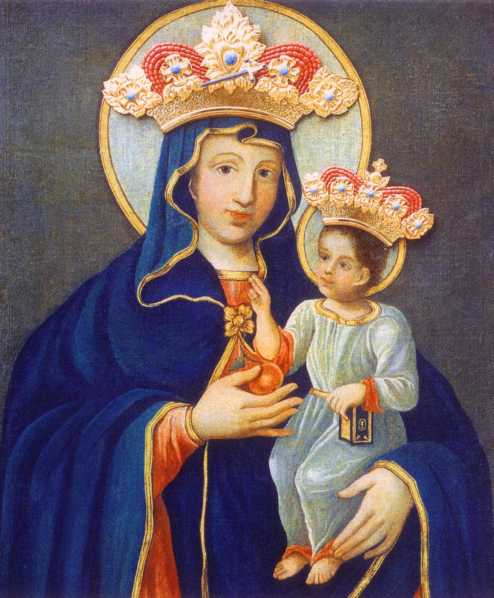
Gnadenbild der Muttergottes von Piekar
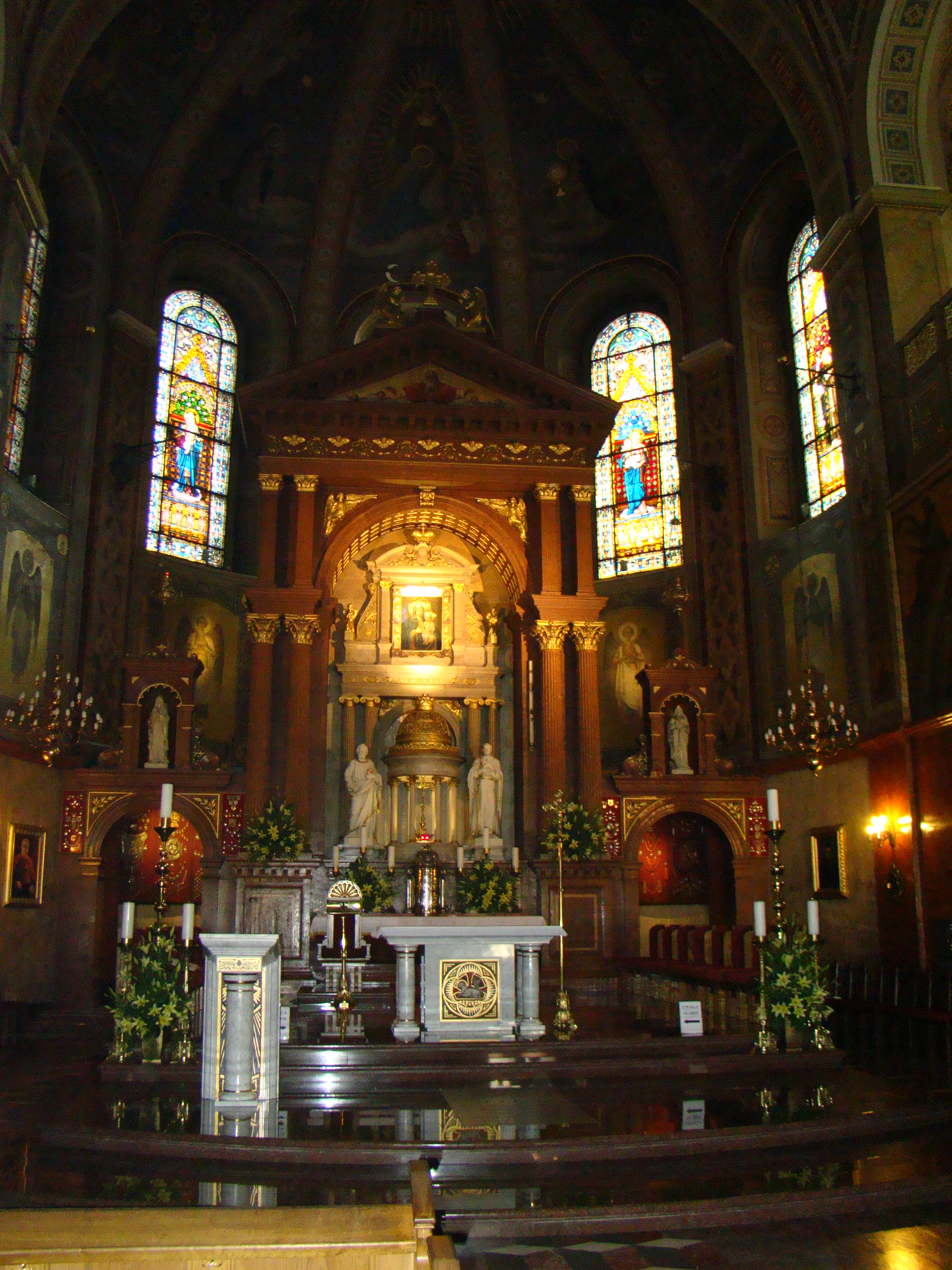
Hochaltar mit der Muttergottes von Piekar
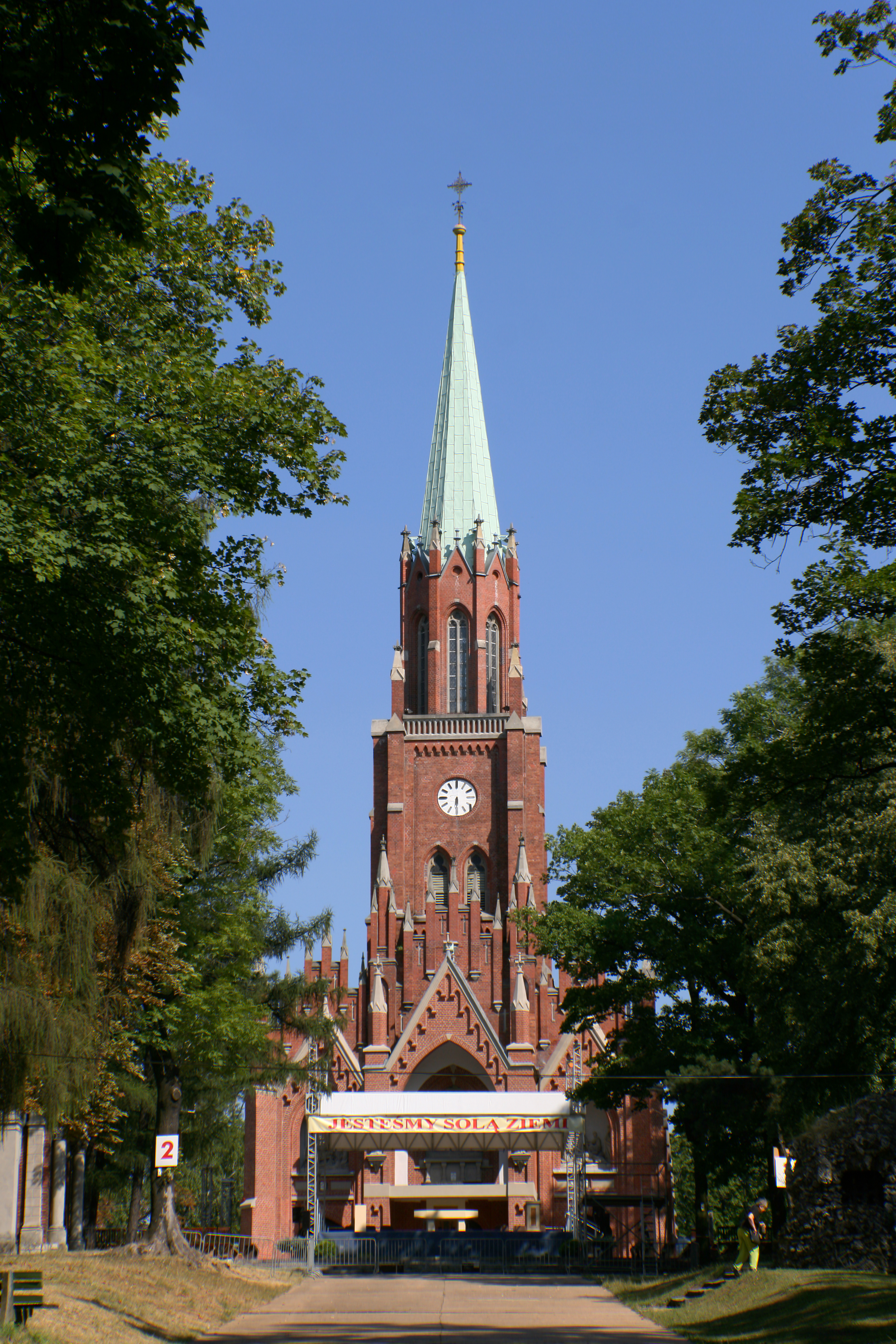
Zur Auferstehung des Herrn

### Kalvarienberg
Der Kalvarienberg wurde in den 1870er Jahren von oberschlesischen Arbeitern auf dem Cerkwica-Hügel nahe der Wallfahrtskirche errichtet. Es finden sich dort 14 Kapellen mit Kreuzwegstationen, 15 Rosenkranzkapellen sowie die neugotische Kirche zur Auferstehung des Herrn, die von 1893 bis 1896 vom Kgl. Baukondukteur Julius Kapacki mit Frontturm errichtet wurde.

## Politik

### Stadtpräsident
An der Spitze der Stadtverwaltung steht der Stadtpräsident. Seit 2014 ist dies Sława Umińska-Kajdan (früher: Umińska-Duraj), die mit ihrem eigenen Wahlkomitee antrat. Die turnusmäßige Wahl im April 2024 führte zu folgenden Ergebnis:
- Sława Umińska-Kajdan (Wahlkomitee Sława Umińska-Kajdan) 52,0 % der Stimmen
- Jacek Telęga (Prawo i Sprawiedliwość) 25,2 % der Stimmen
- Jakub Różanka (Wahlkomitee „Ihre Stimme in Piekary Śląskie“) 22,8 % der Stimmen

Damit wurde Amtsinhaberin Umińska-Kajdan bereits im ersten Wahlgang als Stadtpräsidentin wiedergewählt.
Die turnusmäßige Wahl im Oktober 2018 führte zu folgenden Ergebnis:
- Sława Umińska-Duraj (Wahlkomitee Sława Umińska-Duraj) 66,5 % der Stimmen
- Jerzy Polaczek (Prawo i Sprawiedliwość) 21,7 % der Stimmen
- Zenon Przywara (Wahlkomitee „Unser Piekary – Zusammenarbeit und Entwicklung“) 9,5 % der Stimmen
- Tomasz Cisek (Schlesische Regionalpartei) 2,4 % der Stimmen

Damit wurde Umińska-Duraj bereits im ersten Wahlgang als Stadtpräsidentin wiedergewählt.

### Stadtrat
Der Stadtrat umfasst 21 Mitglieder (bis 2024: 23), die direkt gewählt werden. Die Wahl im April 2024 führte zu folgendem Ergebnis:
- Wahlkomitee Sława Umińska-Kajdan 49,6 % der Stimmen, 11 Sitze
- Prawo i Sprawiedliwość (PiS) 20,3 % der Stimmen, 6 Sitze
- Wahlkomitee „Ihre Stimme in Piekary Śląskie“ 20,1 % der Stimmen, 4 Sitze

Die Wahl im Oktober 2018 führte zu folgendem Ergebnis:
- Wahlkomitee Sława Umińska-Duraj 52,1 % der Stimmen, 14 Sitze
- Prawo i Sprawiedliwość (PiS) 23,2 % der Stimmen, 5 Sitze
- Wahlkomitee „Unser Piekary – Zusammenarbeit und Entwicklung“ 20,2 % der Stimmen, 4 Sitze
- Schlesische Regionalpartei 4,5 % der Stimmen, kein Sitz

### Städtepartnerschaften
Seit dem 1. August 2002 besteht eine Partnerschaft mit der tschechischen Stadt Kroměříž (Kremsier) in Ostmähren.

## Besonderheiten
In Piekary Śląskie hat der Radiosender Radio Piekary seinen Sitz. Radio Piekary sendet auf 88,7 MHz und ist wohl der einzige Sender in Polen, der ausschließlich auf Schlesisch sendet.

## Söhne und Töchter der Stadt
- 1890: Hans Marchwitza (in Scharley), † 1965 in Potsdam-Babelsberg. Gründungsmitglied der Deutschen Akademie der Künste
- 1898: Hans Kroll, † 1967 in Starnberg, Botschafter der Bundesrepublik in Moskau (1958–1962)
- 1910: Franz Ryba (in Scharley), † 1987, deutscher Politiker (CDU), Sozialminister von Schleswig-Holstein (1946/47)
- 1941: Gerard Grzywaczyk, Künstler und Bildhauer
- 1956: Józef Kupny, römisch-katholischer Erzbischof
- 1968: Adam Matysek, Fußballspieler
- 1969: Dariusz Wosz, deutscher Fußballspieler
- 1978: Przemysław Wipler, Politiker
- 1983: Lukas Lamla, deutscher Politiker (Piratenpartei)
- 1987: Mateusz Kus, Handballspieler
- 2002: Maciej Wyderka, Mittelstreckenläufer